# Возжаевская
Возжаевская — деревня в Верхнекамском районе Кировской области России. Входит в состав Рудничного городского поселения. Исключена из учётных данных в 2022 году.

## География
Деревня находится на северо-востоке Кировской области, в центральной части Верхнекамского района, к западу от реки Кама.
Расстояние до районного центра (города Кирс) — 37 км.

## Население
| 2010 |
| ---- |
| 2    |

По данным Второй Ревизии (1748 год) в деревне насчитывалось 3 души мужского пола (государственные черносошные крестьяне)
По данным Всероссийской переписи, в 2010 году численность населения деревни составляла 2 человек (1 мужчина и 1 женщина).